# Piedistallo per telecamera

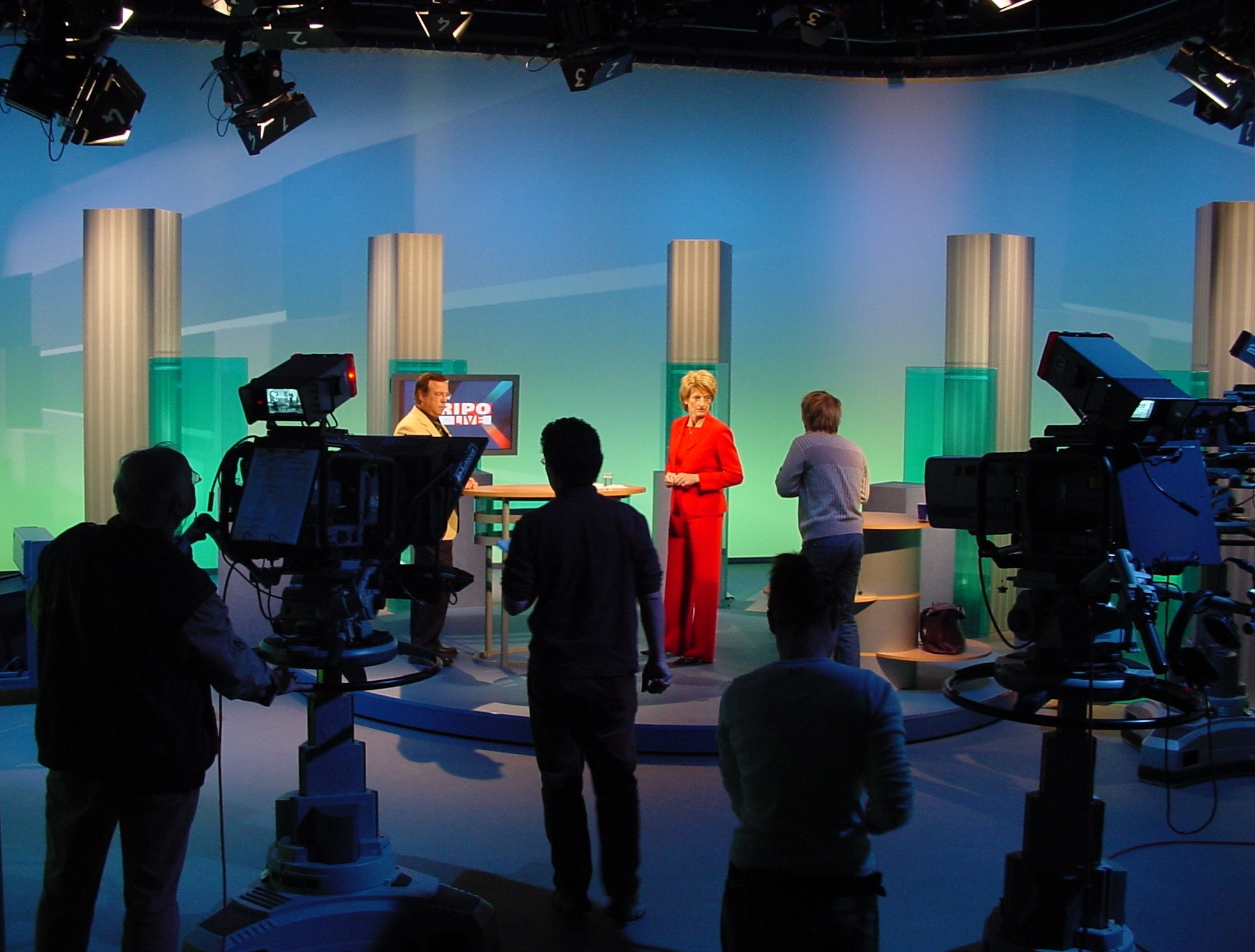
Piedistallo Vinten utilizzato per le riprese del programma "Kripo live" nello Studio 1 del MDR

Un piedistallo per telecamera è un elemento su cui vengono montate le telecamere da studio, di solito visibili negli studi televisivi. A differenza dei treppiedi, usati con fotocamere e normali videocamere, i piedistalli offrono agli operatori della telecamera la possibilità di spostarla in qualsiasi direzione (sinistra, destra, su, giù). Sono comunemente usati in spettacoli a pavimento lucido, sitcom e soap opera.
Il più famoso produttore di piedistalli per videocamere è Vinten, ma sono prodotti anche da altre aziende come Chapman-Leonard e Miller.
Anche se i piedistalli sono più comunemente usati in studi televisivi, vengono utilizzati anche durante le riprese in esterni.

## Funzionalità

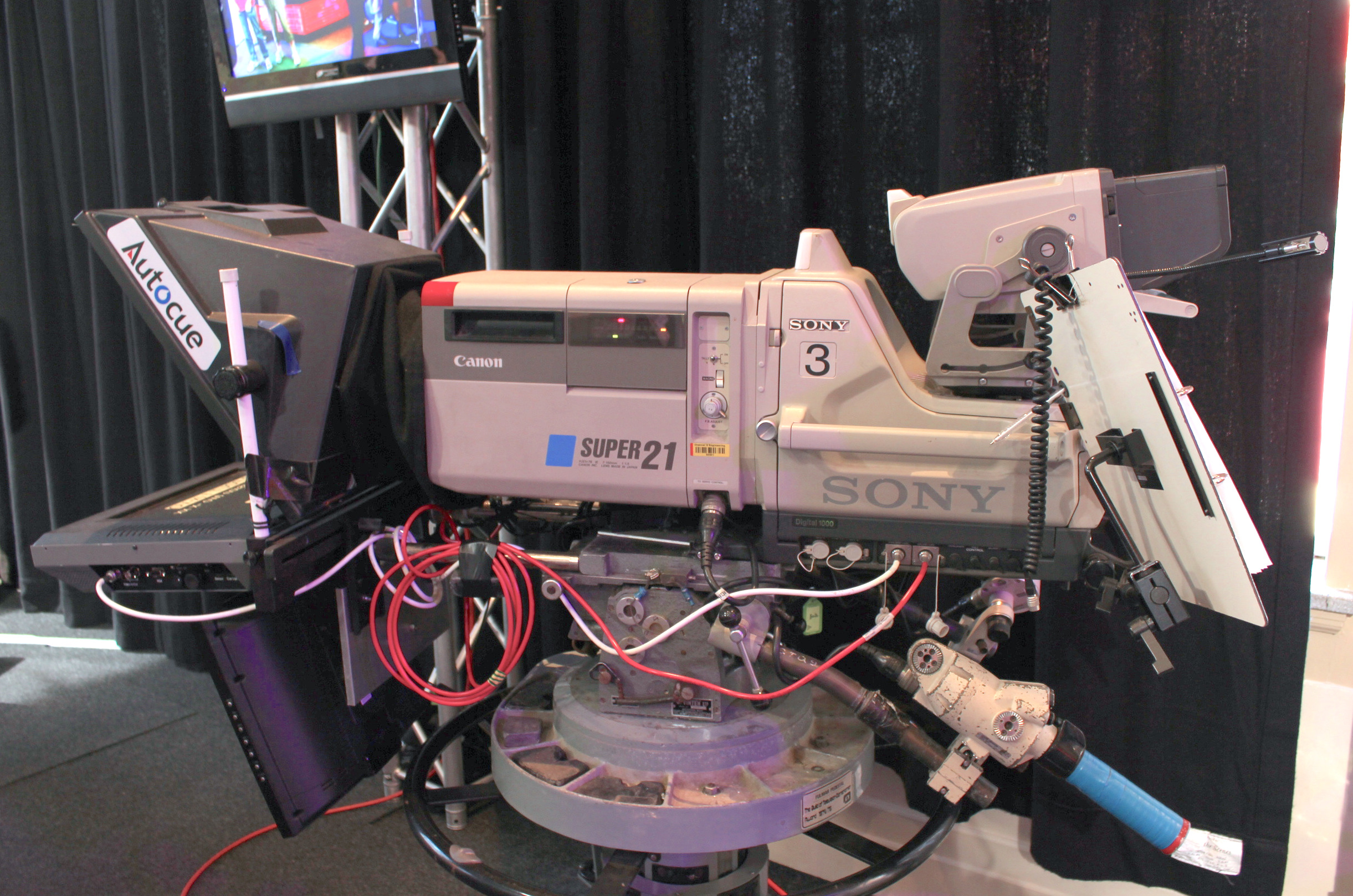
Telecamera da studio su piedistallo con teleprompter

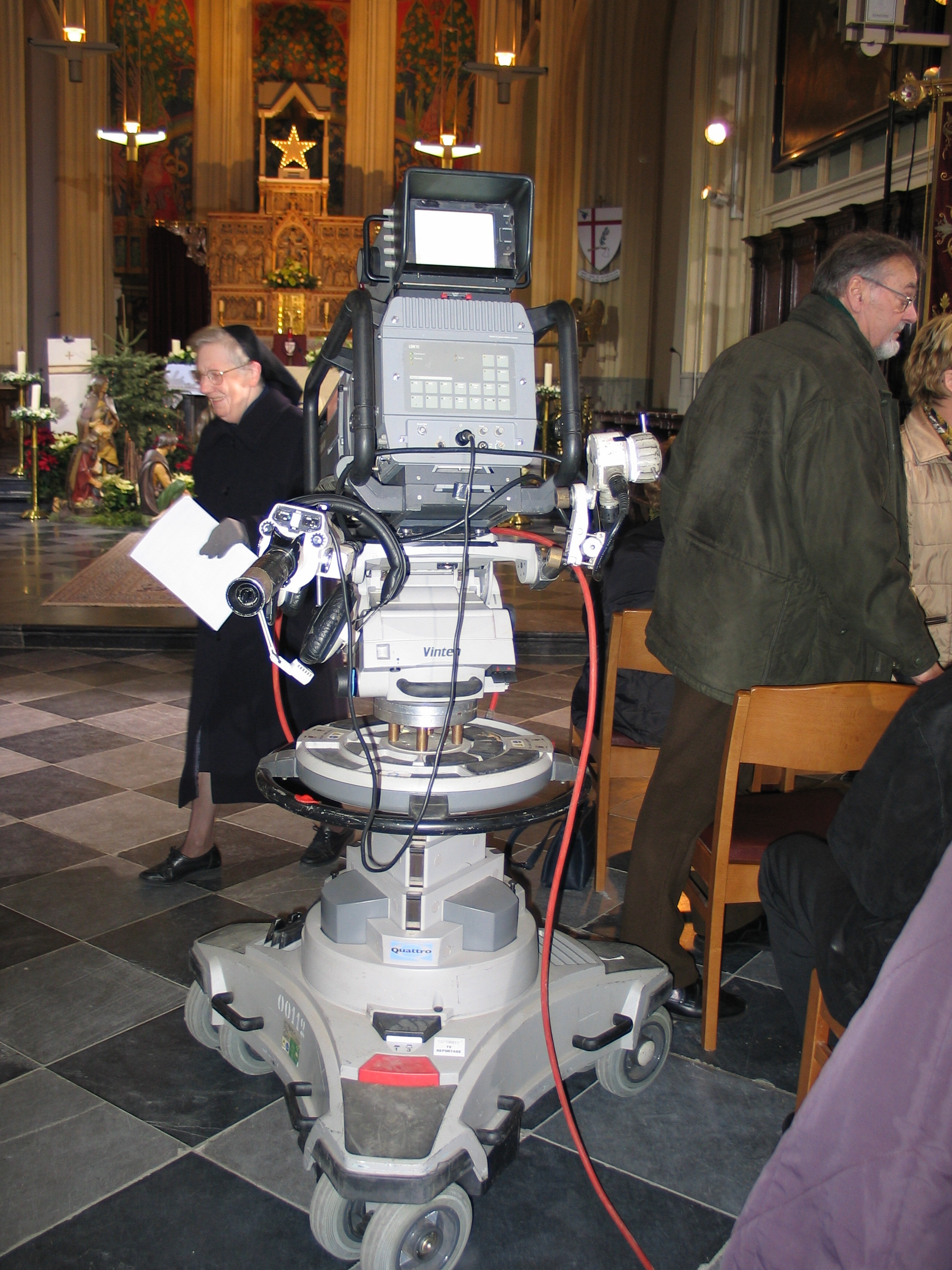
Telecamera per riprese esterne su un piedistallo

Un piedistallo è tipicamente costituito di tre parti principali: una base (con ruote), la colonna (con anello per lo sterzo) e la piattaforma.  Al fine di mantenere la stabilità e il centro di gravità basso, i piedistalli in genere pesano circa il 30% in più rispetto alla loro capacità di portata massima, il che significa che alcuni, come il Vinten Quattro-L, pesano più di 150 kg.

### Base
I piedistalli manuali hanno tre ruote, che consentono loro di muoversi lungo un piano in due modi.  Questo è dato dai controlli crab/steer posti sulla base.
La modalità crab ha tutte e tre le ruote collegate tra loro per sterzare nella direzione dell'indicatore dello sterzo sull'anello. 
La modalità steer blocca la posizione delle due ruote ma consente alla terza ruota di girare quando viene ruotato l'anello dello sterzo. 
Alcuni piedistalli hanno ruote intercambiabili, che consentono di sostituire le ruote da studio con le ruote OB. Su alcuni piedistalli, c'è una gonna che impedisce ai cavi di rimanere intrappolati sotto le ruote o la base stessa. A seconda del modello, può essere impostata manualmente su ciascuna ruota o su tutte e tre le ruote.

### Colonna
I piedistalli sono progettati per sopportare il peso di una testa di panoramica e inclinazione, una telecamera, un obiettivo zoom, un teleprompter e un monitor per vedere le immagini riprese; questo si ottiene con una colonna bilanciata con sospensione pneumatica o idraulica. La colonna, riempita di aria compressa come l'azoto, può essere sollevata e abbassata mentre è "on-shot". C'è un freno a colonna che può essere usato per mantenere la telecamera in una posizione prestabilita. Dei blocchi sulla colonna consentono di bloccarla mentre non è in uso. Ciò significa che qualsiasi cambiamento di pressione all'interno della colonna (a causa di variazioni di temperatura, ad esempio) non provocherà danni alla telecamera.
Un anello dello sterzo, nella parte superiore della colonna, ruota per controllare la direzione in cui le ruote stanno puntando. L'anello può essere utilizzato anche su alcuni modelli per regolare l'altezza della gonna a protezione dei cavi.
I piedistalli sono stati anche adattati per avere colonne rimovibili, consentendo di montarli direttamente su binari a dolly o su una base statica per l'uso in ambienti in cui un piedistallo non si adatta

## Piedistalli robotici

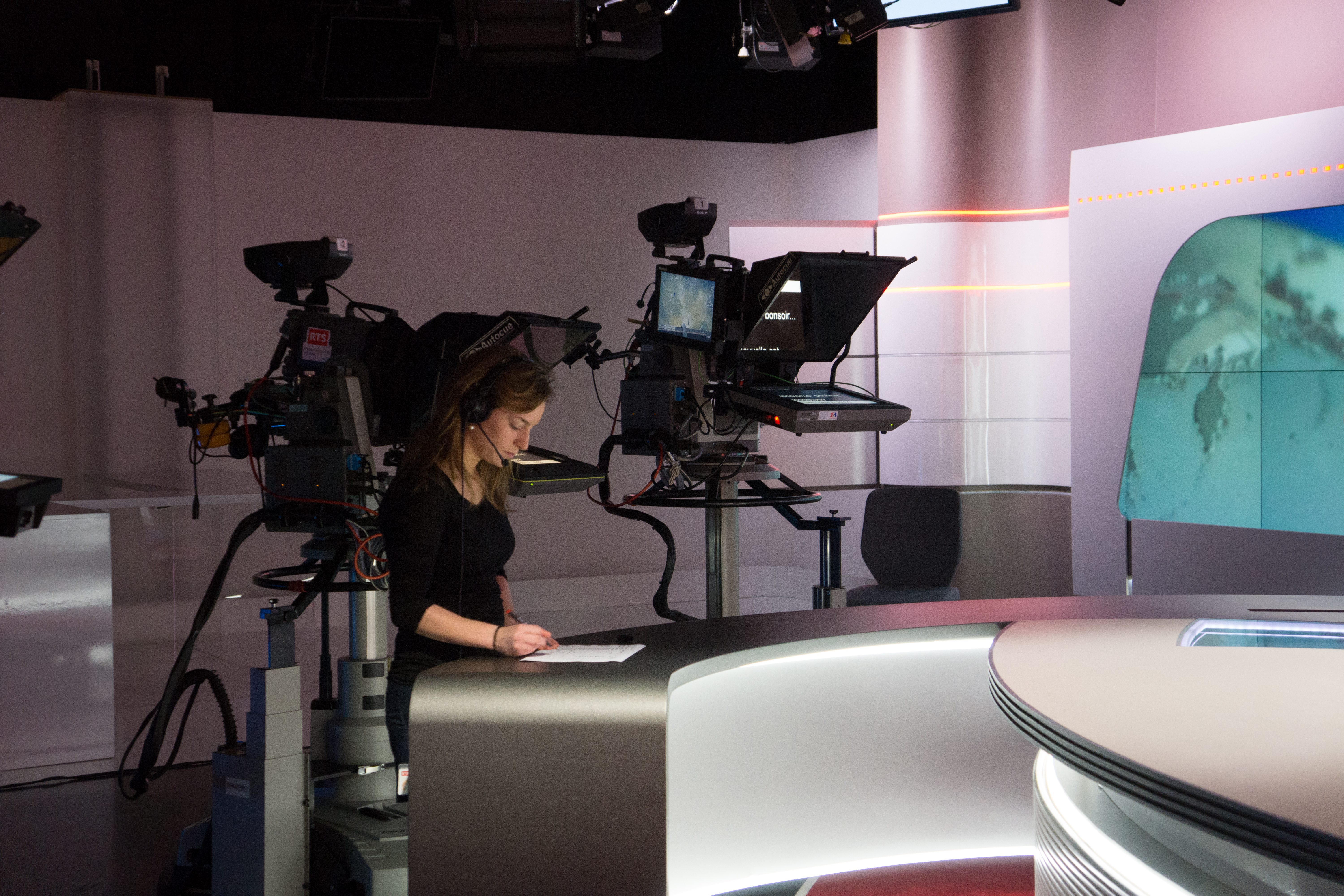
Piedistallo robotico per telecamera Radamec

Numerose aziende ora realizzano piedistalli robotici per telecamere, come Shotoku e Vinten Radamec. Questi sono particolarmente utilizzati negli studi di notiziari, dove un singolo operatore può controllare più telecamere in studi diversi.
Il piedistallo robotico può essere spostato sul pavimento dello studio e l'altezza della colonna viene regolata da un pannello di controllo remoto. Tipicamente, questo pannello controllerà anche una testa di inclinazione orizzontale montata sul piedistallo, consentendo all'operatore di inquadrare ľimmagine. Alcuni piedistalli manuali possono essere montati in modo da regolare l'altezza della colonna da remoto, Tuttavia, qualche altro operatore dovrebbe comunque riposizionare il piedistallo stesso.